# Mosaïque arbustive des îles Galápagos
Localisation
La mosaïque arbustive des îles Galápagos est une écorégion terrestre définie par le Fonds mondial pour la nature (WWF), qui appartient au biome des déserts et brousses xériques de l'écozone néotropicale. Elle recouvre les îles de l'archipel des Galápagos, au large de l'Équateur.

## Faune et flore
L'archipel compte un nombre très élevées d'espèces animales et végétales endémiques. Il est mondialement connu pour le phénomène de radiation adaptative qui caractérise sa faune et qui a inspiré à Charles Darwin sa théorie de l'évolution.